# Winter-Paralympics 1980/Eisschlittenrennen
Bei den II. Winter-Paralympics wurden zwischen dem 2. und 8. Februar 1980 in Geilo 14 Wettbewerbe im Eisschlittenrennen ausgetragen.

## Medaillenspiegel
| Platz | Land     | Goldmedaille | Silbermedaille | Bronzemedaille | Gesamt |
| ----- | -------- | ------------ | -------------- | -------------- | ------ |
| 1     | Norwegen | 12           | 14             | 6              | 32     |
| 2     | Finnland | 2            | —              | 3              | 5      |
| 3     | Schweden | —            | —              | 3              | 3      |

## Klassifizierungen
| Klasse | Einstufungen                                                                              |
| ------ | ----------------------------------------------------------------------------------------- |
| I      | Querschnittlähmung mit funktionellem Gleichgewicht im Sitzen                              |
| II     | Querschnittlähmung mit funktionellem Gleichgewicht im Sitzen                              |
| III    | Querschnittlähmung, wenig bis keine Funktion des Oberbauchs, kein Gleichgewicht im Sitzen |
| IV     | Querschnittlähmung mit funktionellem Gleichgewicht im Sitzen                              |
| IV     | Querschnittlähmung, wenig bis keine Funktion des Oberbauchs, kein Gleichgewicht im Sitzen |

## Frauen
| Disziplin | Klasse | Gold                | Silber              | Bronze              |
| --------- | ------ | ------------------- | ------------------- | ------------------- |
| 100 m     | IV     | Britt Mjaasund Øyen | Sylva Olsen         | Karin Endsjø Hansen |
| 100 m     | V      | Kari Aronsen        | Bente Grønli        | Lahja Hämäläinen    |
| 500 m     | IV     | Britt Mjaasund Øyen | Sylva Olsen         | Karin Endsjø Hansen |
| 500 m     | V      | Kari Aronsen        | Bente Grønli        | Lahja Hämäläinen    |
| 800 m     | IV     | Britt Mjaasund Øyen | Karin Endsjø Hansen | Sylva Olsen         |
| 800 m     | V      | Kari Aronsen        | Bente Grønli        | Lahja Hämäläinen    |

## Männer
| Disziplin | Klasse | Gold                | Silber              | Bronze                |
| --------- | ------ | ------------------- | ------------------- | --------------------- |
| 100 m     | I      | Erik Sandbraaten    | Rolf Einar Øyen     | Bengt-Gösta Johansson |
| 100 m     | II     | Vidar Johnsen       | Karl Henrik Seemann | Rolf Johansson        |
| 100 m     | III    | Veikko Puputti      | Olav Geir Kirkebo   | —                     |
| 500 m     | I      | Erik Sandbraaten    | Rolf Einar Øyen     | Paul Jacobsen         |
| 500 m     | II     | Vidar Johnsen       | Karl Henrik Seemann | Rolf Johansson        |
| 500 m     | III    | Veikko Puputti      | Olav Geir Kirkebo   | —                     |
| 1500 m    | I      | Rolf Einar Øyen     | Paul Jacobsen       | Erik Sandbraaten      |
| 1500 m    | II     | Karl Henrik Seemann | Vidar Johnsen       | Egil Johnsen          |